# TV de proyección trasera

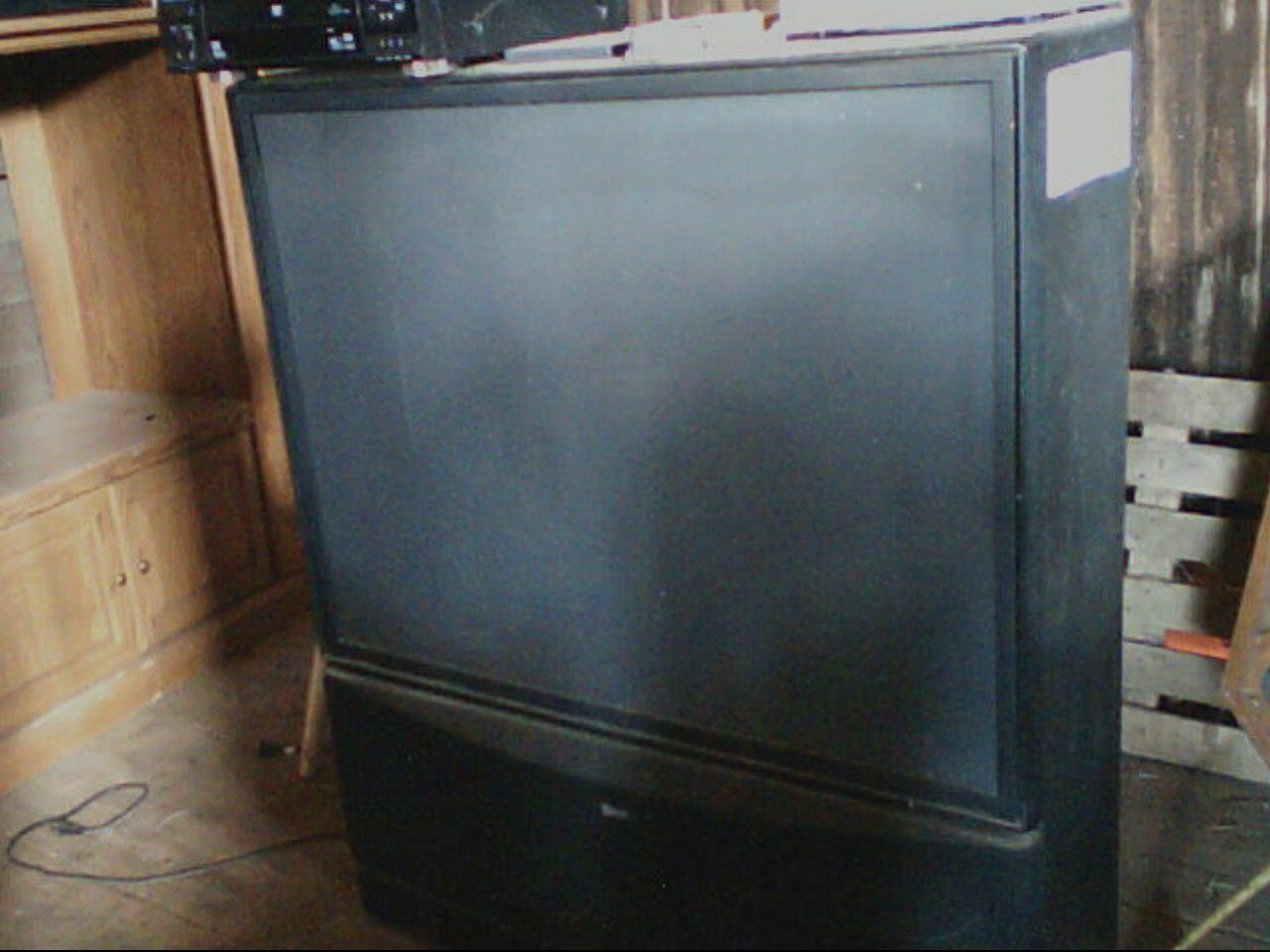
Retro-proyector de TV a CRT Zenith 45"

La TV a retro-proyección o TV de proyección trasera  (RPTV) es un tipo de TV en pantalla grande en la que el aparato receptor a partir de una señal de TV o de vídeo mediante una fuente de luz muy brillante, proyecta la correspondiente imagen (en movimiento) en la parte trasera de una pantalla de proyección translúcida a través de un sistema de lentes y espejos, permitiendo así mostrar imágenes en pantallas de gran tamaño.
Es una variante de la proyección de vídeo que, en lugar de proyectar la imagen desde la parte frontal, lo hace desde la parte posterior de la pantalla. El  proyector se encuentra en la base del mueble del televisor y por un sistema de espejos, redirige la imagen a la pantalla translúcida.

## Obsolescencia de la tecnología
Los retro-proyectores de vídeo se usaban mayoritariamente durante la década de 2000, en aplicaciones para cine en casa. La señal de vídeo de entrada podía provenir de diferentes fuentes, como un sintonizador de televisión (terrestre o vía satélite), un ordenador personal, etc…

## Antecedentes e historia

### Necesidad
La tecnología CRT tubo de rayos catódicos era muy limitada en los primeros días de la televisión. Se basó en métodos convencionales de soplado de vidrio que prácticamente no han cambiado durante siglos. Dado que el tubo tenía que contener un vacío muy alto, el vidrio estaba sometido a una tensión considerable, junto con el bajo ángulo de deflexión de los CRT de la época, el tamaño práctico de los CRT sin aumentar su profundidad era limitado. El tubo práctico más grande que se pudo fabricar y que podía montarse horizontalmente en un mueble de televisión de profundidad aceptable medía alrededor de nueve pulgadas. Se podían fabricar tubos de doce pulgadas, pero eran tan largos que debían montarse verticalmente y verse a través de un espejo en ángulo en la parte superior del gabinete. En 1936, el gobierno británico persuadió a la British Broadcasting Corporation para lanzar una alta definición pública (para la época) servicio de transmisión de televisión.  El principal impulsor de la medida del gobierno británico fue establecer rayos catódicos instalaciones de producción de tubos que creía que serían vitales si se materializaba la anticipada Segunda Guerra Mundial.
Aún no se había desarrollado la capacidad de corregir las señales de deflexión para detectar aberraciones en la geometría de los tubos, y era necesario fabricar tubos que fueran relativamente largos en comparación con el tamaño de su pantalla para minimizar la distorsión. Sin embargo, debido a que la cara del tubo tenía que ser convexa para proporcionar resistencia a la presión del aire, esto mitigaba el problema pero sólo si el centro de deflexión aparente estaba más o menos en el centro de curvatura de la pantalla. Esto requería un tubo que fuera relativamente largo para el tamaño de su pantalla. El voltaje de aceleración utilizado para estos tubos era muy bajo para los estándares posteriores e incluso un tubo de doce pulgadas solo funcionaba con un suministro de 5000 voltios. Los primeros fósforos blancos no eran tan eficientes como los que se ofrecían posteriormente y estos primeros televisores debían verse con una iluminación tenue.

### Solución
En 1937, tanto Philips como HMV exhibieron en la feria Radiolympia de Londres, televisores que tenían un tamaño de pantalla de 25 pulgadas basados en el mismo MS11 Tubo Philips/Mullard. Estos habían sido objeto de una campaña publicitaria previa al espectáculo que generó mucho interés. La parte trasera del televisor proyectaba la imagen desde un tubo de 4 1⁄2 pulgadas sobre una pantalla de celuloide grabada de 25 pulgadas intercalada entre dos láminas de vidrio para protección. El tamaño del tubo vino dictado por el hecho de que era el tubo más grande que se podía fabricar con una pantalla plana. En ese momento no se había apreciado que una pantalla curva fuera ópticamente mejor si el centro de curvatura de la pantalla estaba aproximadamente en el mismo lugar que el centro de curvatura del espejo. El tubo se montó verticalmente en la parte inferior del gabinete con la pantalla apuntando hacia abajo hacia un espejo cóncavo que reflejaba la imagen hacia arriba hacia un espejo en ángulo en la parte superior del gabinete sobre la pantalla de 25 pulgadas. La parte superior de la caja del espejo del tubo tenía un Lentes Schmidt  para corregir aberraciones, es decir, deformaciones en la imagen. Debido a que la imagen tenía que ser ampliada para iluminar una pantalla que tenía aproximadamente 100 veces el área de la imagen en la cara del tubo, la imagen en el tubo tenía que ser realmente muy brillante. Para lograr el brillo requerido, el tubo fue impulsado por un suministro de aceleración de 25.000 voltios.  Como lo revela el número de tipo del tubo, el fósforo era verde, que era más brillante para una corriente de haz determinada que los fósforos blancos comunes y extendidos en aquel momento.
Desgraciadamente, tanto Philips como HMV tuvieron que retirar sus aparatos de la exposición el primer día por la tarde, ya que en ambos casos los tubos catódicos habían fallado. Los clientes que habían adquirido estos televisores se sintieron decepcionados al descubrir que sus tubos rara vez duraban más de unas pocas semanas (teniendo en cuenta que sólo se transmitía una hora de televisión cada día). En noviembre de 1937, Philips decidió que era más económico volver a comprar los aparatos en lugar de seguir reemplazando los tubos en garantía, que se estaban volviendo más difíciles de conseguir a medida que la demanda superaba la oferta. No hay información disponible sobre cómo HMV manejó el problema.
En 1938, Philips había superado sustancialmente las deficiencias del tubo de rayos catódicos anterior para producir el Philips/Mullard MS11/1. El '/1' significaba que el tubo era eléctrica y ópticamente muy similar al MS11 original. Sin embargo, este último no se pudo sustituir por el primero en el conjunto anterior ya que la corriente del calentador requerida era mayor.}} tubo de proyección. Este nuevo tubo era básicamente similar pero tenía un cátodo más grande que requería más potencia de calentamiento y era capaz de soportar una corriente de haz más alta. Este nuevo tubo conservó la pantalla de fósforo verde del tubo anterior. El televisor también tenía una pantalla más pequeña de 21 pulgadas, que ocupaba aproximadamente tres cuartas partes del área del modelo del año anterior, lo que significaba que no era necesario empujar el tubo con tanta fuerza. Los compradores de este último modelo sólo pudieron usarlo durante un año o menos, ya que la transmisión de televisión se suspendió en 1939 durante la Segunda Guerra Mundial. Ambos modelos de televisor tenían el problema de que el alto voltaje de aceleración en el tubo significaba que producía una cantidad sustancial de radiación X. Esto no se consideraba una preocupación en la década de 1930.  Afortunadamente, la mayor parte de esta radiación pasó a través del fondo del equipo desde el tubo que apunta hacia abajo.
En los Estados Unidos de América la radiodifusión televisiva se generalizó al final de la Segunda Guerra Mundial. Aunque la tecnología de los tubos de rayos catódicos había mejorado durante la guerra de tal manera que los tubos se volvieron más cortos para su tamaño, como ahora era posible corregir las distorsiones; treinta centímetros seguía siendo el límite práctico de tamaño. Sin embargo, ahora era posible montar un tubo de doce pulgadas horizontalmente en un tamaño de gabinete aceptable. Como resultado de estas limitaciones de tamaño, los sistemas de retroproyección se hicieron populares como una forma de producir televisores con un tamaño de pantalla superior a 12 pulgadas. Usando un CRT monocromático de 3 o 4 pulgadas impulsado a un voltaje de aceleración muy alto para el tamaño (generalmente 25,000 voltios aunque RCA produjo un tubo más grande de cinco pulgadas que requería 27.000 voltios), el tubo produjo una imagen extremadamente brillante que se proyectó a través de un conjunto de lente y espejo Schmidt sobre una pantalla semi traslúcida de un tamaño típico de 22,5 a 30 pulgadas de diagonal utilizando un sistema óptico prácticamente idéntico al sistema anterior de Philips descrito anteriormente. El único cambio fue que RCA usó la pantalla convexa ópticamente superior en el tubo, habiendo descubierto que la lente Schmidt no tenía que corregir la curvatura de la cara del tubo sino solo la aberración esférica del espejo. La imagen resultante era más oscura que con un CRT de visión directa y debía verse con una iluminación muy tenue. El grado de conducción del tubo significaba que éste tenía una vida relativamente corta.
Cuando se reanudó la transmisión de televisión británica en junio de 1946, la producción televisiva tardó en reanudarse debido principalmente a la escasez de materiales después de la guerra. Como ya se ha señalado, treinta pulgadas seguía siendo el límite superior práctico para los tubos de rayos catódicos de visión directa. En respuesta, en 1950, la empresa Philips, a través de su filial Mullard, introdujo un nuevo tubo de proyección, el MW6/2. Aunque la idea básica del tubo no había cambiado, era más pequeño con solo 2 1⁄2 pulgadas y ahora presentaba una cara de pantalla convexa, aprovechando la intervención estadounidense. desarrollos. También era alrededor de cuatro pulgadas más corto y ahora presentaba un fósforo blanco más eficiente desarrollado durante la guerra. Este tubo permitió un sistema de retroproyección más compacto. El tubo se montó horizontalmente y se dirigió hacia un espejo cóncavo como antes, pero esta vez la imagen reflejada fue girada noventa grados mediante un espejo plano con un orificio central para el tubo. Luego se reflejó hacia arriba a través de una lente correctora Schmidt antes de reflejarse noventa grados más para golpear la pantalla.
Este nuevo tubo y sistema óptico ofrecía varias ventajas sobre el sistema anterior. El mueble del decorado pudo ser más pequeño. Anteriormente, la pantalla estaba encima de un mueble sustancial, pero este nuevo sistema permitió que la pantalla ocupara una posición similar a la pantalla de un televisor de visión directa en un gabinete del tamaño de una consola normal. El Schmidt todavía era necesario para corregir la imagen de la aberración esférica del espejo.  El uso de un adicional Un espejo plano permitió colocar las bobinas de desviación y los imanes de enfoque detrás de este espejo fuera del camino de la luz. Anteriormente habían obstruido parcialmente la imagen del espejo cóncavo al ser algo más grande que la pantalla del tubo. La caja óptica que albergaba el tubo también fue diseñada para proteger la radiación X producida por el tubo. Las cajas ópticas se produjeron en tres versiones para pantallas de 15 1⁄2, 17 3⁄4 y 19 7⁄8 pulgadas [diagonales]. Había otros dos tamaños disponibles para proyección frontal en pantallas de 44 o 52 pulgadas. La única diferencia era la posición de la pantalla del tubo con respecto al espejo cóncavo y la característica óptica de la lente Schmidt. Este nuevo sistema proporcionó imágenes aceptables que eran lo suficientemente brillantes cuando se veían con iluminación tenue. Sin embargo, la imagen brillante en la pantalla del tubo junto con el hecho de que todavía se impulsaba con fuerza significaba que la vida útil del tubo era aún sustancialmente más corta que la de los tubos de visión directa contemporáneos. Un conjunto de retroproyección requeriría al menos uno o dos tubos de repuesto durante su vida útil. Este inconveniente se vio compensado en cierta medida por el precio relativamente bajo del tubo en comparación con las versiones de visión directa más grandes, en parte debido a las cantidades en las que debían producirse, además del hecho de que eran bastante fáciles de reemplazar.
A medida que avanzaba la década de 1950, se produjeron varios avances importantes en la tecnología de los tubos de rayos catódicos. Pretensar el bulbo del tubo con bandas de acero alrededor del exterior de la pantalla para protegerlo contra implosiones permitió producir tubos de mayor diámetro. Las mejoras en la corrección de las aberraciones de deflexión en esas pantallas permitieron ángulos de deflexión más grandes y, en consecuencia, tubos más cortos para un tamaño de pantalla determinado. Además, se habían desarrollado sistemas de deflexión mucho más simples que podían generar las grandes corrientes necesarias sin consumir la energía de los circuitos anteriores. En 1956, se desarrolló la capacidad de producir tubos de cara casi rectangular. Esto fue facilitado por el pretensado, pero aún requería que las paredes tuvieran una forma convexa para soportar la presión atmosférica. Aunque 17 pulgadas era el tamaño más grande en ese momento, era lo suficientemente grande como para dejar obsoleta la tecnología de retroproyección en el futuro inmediato. Utilizando el fósforo blanco superior del período de posguerra y voltajes de aceleración más altos,  Los televisores eran más grandes y brillantes.

A medida que se desarrolló la tecnología de la televisión y mejoró la calidad de la imagen, las limitaciones en el tamaño de los tubos de rayos catódicos volvieron a ser un problema. Aunque se disponía de tamaños de pantalla más grandes con tubos de longitudes cortas, hubo un resurgimiento del interés en los sistemas de retroproyección para lograr tamaños de imagen que estaban más allá de las capacidades de los tubos de rayos catódicos de visión directa de la época. La televisión de retroproyección en color moderna estuvo disponible comercialmente en la década de 1970, pero en ese momento no podía igualar la nitidez de la imagen de un CRT de visión directa. 

TV de proyección CRT de principios de la década de 2000 con capacidades 1080i HD ready tiene una entrada de nivel de línea RCA para usar altavoces internos como canal central en un sistema de sonido envolvente.

Dadas sus ya grandes dimensiones, los televisores de proyección a veces incluían parlantes más grandes y audio incorporado más potente en comparación con los CRT de visualización directa y, especialmente, paneles planos con profundidad limitada, así como procesamiento básico de sonido envolvente o emuladores como Sound Retrieval System (SRS) de SRS Labs, similar a una barra de sonido.

## Historial de desarrollo
Aunque fue popular a principios de la década de 2000 como alternativa a los LCD y plasma paneles planos más caros a pesar del aumento del volumen, la caída del precio y las mejoras a las pantallas LCD llevó a que Sony, Philips, Toshiba y Hitachi eliminaran los televisores de retroproyección de su línea. Samsung, Mitsubishi, ProScan, RCA, Panasonic y JVC salió del mercado más tarde, cuando los televisores LCD se convirtieron en el estándar.
La mayor parte de los televisores de retroproyección anteriores significaban que no podían montarse en la pared y, aunque la mayoría de los consumidores de pantallas planas no cuelgan sus televisores, la posibilidad de hacerlo se considera un punto de venta clave. El 6 de junio de 2007, Sony presentó un modelo SXRD de retroproyección de 70" KDS-Z70XBR5 que era un 40% más delgado que su predecesor y pesaba 200 libras, que en cierto modo se podía montar en la pared. Sin embargo, el 27 de diciembre de 2007, Sony decidió salga del mercado de RPTV. Mitsubishi comenzó a ofrecer su línea LaserVue de televisores de retroproyección montables en la pared en 2009.
Los primeros RPTV eran esencialmente proyectores CRT con un espejo para proyectar en una pantalla incorporada. Eran pesados, pesaban hasta 500 libras. Los primeros RPTV que no utilizaron CRT se lanzaron en 2002 y utilizaban tecnologías DLP, LCD y LcOS, lo que requería un lámpara UHP. Las lámparas UHP utilizadas en proyectores y RPTV requieren reemplazo periódico, ya que se atenúan con el uso. RCA lanzó el primer RPTV de montaje en pared en 2003. Mitsubishi lanzó el primer RPTV DLP 1080p en 2005. Samsung lanzó el primer RPTV que utilizó LED en lugar de una lámpara UHP como fuente de luz en 2006. Panasonic lanzó RPTV que usaba una lámpara de plasma en 2007. Mitsubishi lanzó el primer RPTV que utilizó láseres en lugar de una lámpara UHP o un LED como LaserVue en 2008. Samsung salió del mercado en 2008, dejando a Mitsubishi como el único fabricante restante de RPTV hasta que dejó de hacerlo. en 2012 debido a los bajos márgenes de beneficio y la popularidad.

## Actualidad
Hasta 2005 era la tecnología más rentable para pantallas con una diagonal de hasta 100  pulgadas (254cm), pero mientras que en esa década eran populares como una alternativa a los caros televisores con display de plasma y  LCD, han quedado obsoletos después de la rápida caída de los precios de los últimos que además de unas dimensiones y peso muy inferiores (especialmente el grosor) incluyen importantes avances tecnológicos como smart-TV, etc..

## Tipos de sistemas de retro-proyección
Un televisor de proyección trasera utiliza un  Proyector para crear la imagen que se dirige a la pantalla a través de lentes y espejos.
Los siguientes son los tipos más utilizados de  retro-proyección, que se diferencian en la forma en que se genera la imagen:
- Proyectores CRT:  se genera la imagen como en un televisor normal mediante tubos CRT. Típicamente, se utilizan tres tubos:  rojo, verde y azul, que producen tres imágenes diferentes que deben superponerse perfectamente  a fin de obtener una imagen en color.[45]

- Proyectores LCD: una lámpara emite luz a través de un chip de LCD que genera la imagen que se proyecta a continuación. El  lcd se controla mediante una corriente eléctrica, con el fin de ajustar la cantidad de luz que pasa a través de él.[46] Normalmente se utilizan tres chips LCD separados para el  rojo, verde y azul; las tres imágenes se superponen dentro del proyector a través de un prisma.

- Proyectores DLP: la luz emitida por la lámpara se refleja en un chip  DMD, cuya superficie está cubierta con microespejos (uno para cada píxel) que se orientan mediante señales eléctricas reflejando así la luz (de los píxeles completamente brillantes) o no (totalmente oscuros). Dado el costo de esta tecnología, generalmente se utiliza un único chip que genera secuencialmente las imágenes en  rojo, verde y azul.[47]